# Napaea umbra
Napaea umbra är en fjärilsart som beskrevs av Jean Baptiste Boisduval 1870. Napaea umbra ingår i släktet Napaea och familjen Riodinidae. Inga underarter finns listade i Catalogue of Life.

## Bildgalleri

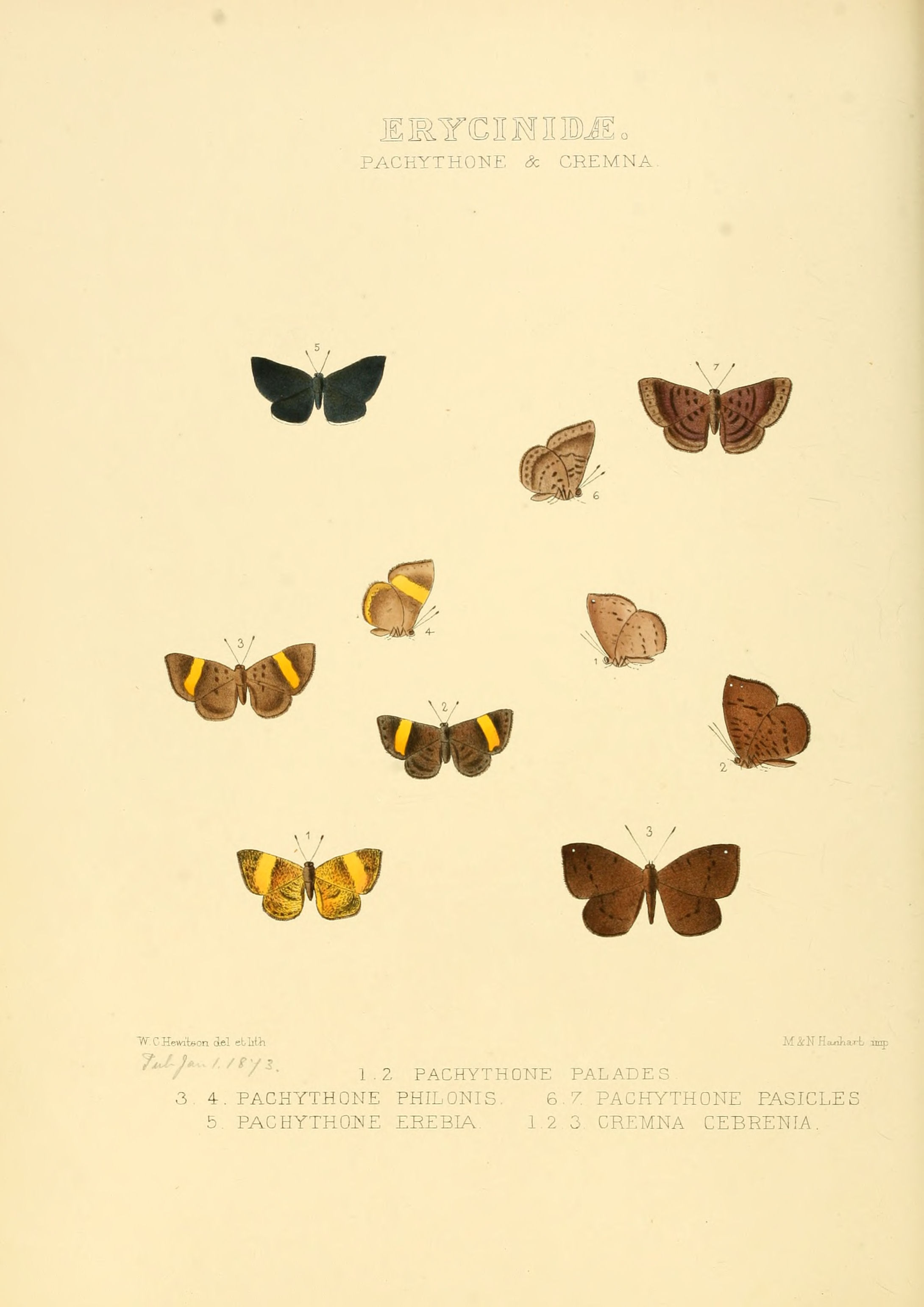